# Bitka kod Ktezifonta (363.)
Bitka kod Ktezifonta vođena je 29. svibnja 363. između snaga Rimskog Carstva pod carem Julijanom i snaga Sasanidskog Carstvo Šapura II. izvan zidina perzijske prijestolnice Ktezifonta. Bitka je završila rimskom pobjedom. Međutim, rimske snage nisu mogle iskoristiti pobjedu i nastaviti pohod, jer su bili isuviše daleko od svojih linija opskrbe.

## Pozadina
Rimski car Konstancije II. umro je 3. studenoga 361. godine u Mopsukreni, ostavivši na prijestolju svog rođaka Flavija Klaudija Julijana, poznatog u historiografiji kao Julijan Apostata, kao jedinog rimskog cara. Po dolasku u Konstantinopol radi nadgledanja Konstancijevog pokopa, Julijan se smjesta posvetio unutarnjoj politici. Počeo je reformirati carsku upravu reorganizirajući, modernizirajući i smanjujući birokraciju.
Kada je na red došla vanjska politika, Julijan je ocijenio da raniji nekontrolirani vojni upadi Šapura II. u istočne rimske provincije predstavljaju najveću vanjsku prijetnju. Naime, nakon mnogih propalih pokušaja, perzijski kralj je pokrenuo uspješni drugi pohod protiv Rimljana i zauzeo Amidu 359., zagospodarivši tako nad izvorima Tigrisa i istočnim ulazom u Malu Aziju. Rimska ofenziva je bila preko nužna da bi se Šapur zaustavio.
Julijanova reputacija i postignuti podvizi iz vremena kada je bio cezar i vojskovođa u Galiji pronijela stigli su i do Šapura. Šapu je pokušao pregovarati s mladim i neustrašivim Julijanom. Julijan je vjerovao da je dužan trajnije rješenje na Istoku. Zato je Šapuru na njegove pozive na mir odgovorio da će ga uskoro moći vidjeti. Počeo se spremati za pohod protiv Sasanidske dinastije, pokupivši sve svoje legije i krenuvši na istok iz Konstantinopolja. Brižljivo je planirao svoj perzijski pohod preko godinu dana. Preselio je svoju prijestolnicu i isturenu bazu za predstojeći rat u Antiohiju u Siriji u ljeto 362. U pohod je krenuo 5. svibnja sa 65000 - 83000, ili 80000 - 90000 vojnika, dok je Šapur, zajedno sa svojom glavnom perzijskom armijom, bio daleko od Ktezifonta. Prema svom razrađenom planu za napad, Julijan je poslao 18000 vojnika pod zapovjedništvom svog rođaka po majci Prokopija u Armeiju s ciljem da pridobije podršku od armenskog kralja za dovitljivi i neočekivani manevar dvostrukih klješta protiv Šapura.

## Tijek bitke
Kada je Šapur vidio kako Julijan uspješno u njegove posjede, naredio je svojim upraviteljima neka poduzmu politiku spaljene zemlje dok on, Šapur, ne stigne do sasanidske prijestolnice, Ktezifonta, s glavninom perzijskih snaga. Međutim, nakon manjih okršaja i opsada Julijan je stigao sa svojom nepobjeđenom vojskom prije Šapura II. do zidina Ktezifonta 29. svibnja.
Ispred zidina perzijska vojska pod Merenom postrojila se za bitku na drugoj strani Tigrisa. Prema Amijanu Marcelinu, perzijska vojska je bila sastavljena od katafrakta (clibanarii), gustih redova pješaštva i ratnih slonova.
Julijanove snage su počele prelaziti na drugu obalu Tigrisa izložene ugrozi od Perzijanaca. Nakon uspješnog prelaska Tigrisa, uslijedila je bitka. Bila je to zapanjujuća taktička pobjeda Rimljana, koji su izgubili samo 70 ljudi naspram 2500 poginulih Perzijanaca. Sokrat Sholastik, kršćanski pisac nenaklonjen poganskom Julijanu, čak tvrdi da su pobjede, koje je Julijan izvojevao do ovog trenutka, bile toliko velike da je Šapur ponudio Julijanu veliki dio perzijskih posjeda ako sa svojim legijama napusti okolinu Ktezifona. Međutim, Julijan je odbio ovu ponudu, jer je htio steći slavu zauzimanjem perzijske prijestolnice i poražavanjem Šapura u bitci koja bi mu donijela počasni naziv Parthicus (pobjednik nad Perzijancima). Međutim, Julijanu je nedostajala oprema za opsadu čvrsto utvrđenoj Ktezifona, a glavnina sasanidskih snaga pod Šapurom koja je bila daleko veća od one koju je porazio se brzo približavala. Ključan je bio neuspjeh Prokopija da pristigne s odredom Rimske vojske od 18.000 ljudi koja bi mogla podržati Julijana u razbijanju Šapurovih približavajućih snaga. Naime, perzijski satrati, koji su prije toga zarobljeni, svjedočili su, nakon što se Julijan pošteno odnosio prema njima, da će zarobljavanje ili smrt Šapura primorati perzijski grad da otvori svoja vrata rimskom pobjedniku. Međutim, dok je Julijan htio nastaviti dublje u perzijski teritoriji, njegovi člasnici su ga nadglasali. Moral rimskih snaga bio je nizak, a zaraza se širila, a hrane za stoku i konje bilo je malo.

## Poslije bitke
Protivno svojoj volji, Julijan se složio da se vojska povuže duž Tigrisa i potraži Prokopija i drugu polovinu svoje vojske koja nije uspjela koordinirati s Julijanovim snagama manevar dvostrukih kliješta. Povlačenje je počelo 16. lipnja 363. Deset dana kasnije, nakon neodlučive rimske pobjede u bitci kod Marange, rimska zaštitnica našla se pod teškim napadom u bitci kod Samare. Ni ne pripremivši se za borbu, Julijan je jurnuo u bitku, hrabreći svoje vojnike. Međutim, kada su se Perzijanci počeli povlačiti s teškim gubitcima, Julijan je pogođen bačenim kopljem u bok. Umro je prije ponoći 26. lipnja 363. Na koncu, pohod je propao, a Rimljani su bili primorani tražiti mir pod nepovoljnim uvjetima.